# パレスチナの大統領
パレスチナの大統領（パレスチナのだいとうりょう、アラビア語: رئيس دولة فلسطين）は、パレスチナ国の元首たる大統領。

## 概要
パレスチナの内外に居住するパレスチナ人を代表するパレスチナ解放機構(PLO)のパレスチナ民族評議会(PNC)に選ばれたパレスチナ中央評議会(PCC)が選ぶState of Palestine(SoP)のرئيس(大統領または議長)と、
パレスチナ領域に居住している人のみをパレスチナ人と定義して直接選挙で選ぶパレスチナ自治政府(PAまたはPNA)のرئيس(大統領または議長または長官)とがある。
رئيسは、President(大統領)またはChairman(議長)または長官と訳される。
PLOの執行委員会(EC)の議長も、大統領と呼ばれることがある。

## 沿革
1917年、第一次世界大戦中のアラブ反乱で、それまでオスマン帝国が支配していたシリア州(パレスチナなどを含む地域)をイギリス軍とハーシム家のヒジャーズ王国が占領した。のち、フランスも参画してOETAが設立され、現在のパレスチナとイスラエルにあたる地域はイギリスが統治する。
1919年、ベルサイユ条約署名。
1920年1月、国際連盟設立。
1920年4月、サンレモ会議。
1922年、イギリスの保護領だったエジプト(ムハンマド・アリー朝・エジプト王国)が独立。
1923年7月、ローザンヌ条約署名。
1923年9月、現在のイスラエルとパレスチナにあたる地域は、正式に国際連盟がイギリスに統治を委任したことによりイギリス委任統治領パレスチナとなる。
1925年、サウード家のナジュド・スルタン国(現在のサウジアラビア)がヒジャーズを占領する。
1932年、イギリスの委任統治領だったイラク(ハーシム家のイラク王国)が独立。
1943年、フランスの委任統治領だったレバノン共和国が独立。
1945年、第二次世界大戦が終結した。
1946年、イギリスの委任統治領だったヨルダン(ハーシム家のトランスヨルダン王国)が独立。フランスの委任統治領だったシリア共和国が独立。
1947年11月29日、国連総会は、パレスチナ分割決議(国連総会決議181、A/RES/181(II))を採択した。アラブ諸国は反対に投票し、イギリスは棄権した。採択に反応し、イギリス委任統治領パレスチナで以前から対立していたユダヤ人勢力とアラブ人勢力の内戦が始まる。
1948年5月、イギリスによるパレスチナの統治が終了した。それと同時にユダヤ人勢力がイスラエルの独立(建国)を宣言した。アラブ諸国はイスラエルに宣戦を布告し、第一次中東戦争(イスラエル独立戦争またはナクバとも呼ばれる)が始まる。エジプト(エジプト王国)がガザ地区を占領した。ヨルダン(トランスヨルダン王国)が東エルサレムを含むヨルダン川西岸地区を占領した。1949年、休戦。この休戦で決まった境界線はグリーンラインと呼ばれる。1950年、ヨルダンは東エルサレムを含むヨルダン川西岸地区を併合した。
1950年代後半、アラファトはファタハを設立した。アラファトがファタハの議長になる。
1964年、PLOが設立される。
1967年6月、第三次中東戦争の結果、イスラエルが、東エルサレムを含むヨルダン川西岸地区とガザ地区とシナイ半島とゴラン高原を占領した。それまで、東エルサレムを含むヨルダン川西岸地区はヨルダン(ヨルダン・ハシミテ王国)が支配し、ガザ地区とシナイ半島はエジプト(エジプト・アラブ共和国)が支配し、ゴラン高原はシリア(シリア・アラブ共和国)が支配していた。
1967年11月22日、安保理決議242(S/RES/242)を採択。賛成15反対0棄権0。
1969年、ファタハのアラファトがPLOの議長に選ばれる。
1971年、ヨルダン内戦(黒い九月事件)で、PLOはヨルダンから追放される。PLOはレバノンに拠点を移した。
1973年10月22日、安保理決議338(S/RES/338)を採択。賛成14反対0棄権1(中華人民共和国が棄権)。
1974年10月14日、国連総会は、国連総会決議3210(A/RES/3210(XXIX))を採択し、PLOを「パレスチナ人民の正統な代表」として認め、PLOを国連総会へオブザーバー組織として招待した。
1974年10月29日、アラブ連盟はPLOを「パレスチナ人民の唯一かつ正統な代表」として承認する。
1974年11月22日、国連総会は、国連総会決議3236(A/RES/3236(XXIX))を採択し、パレスチナ人民の自決権を認めた。
1979年3月、イスラエルとエジプトが平和条約を結ぶ。PLOやアラブ諸国は、エジプトを非難した。1982年までにシナイ半島がエジプトに返還された。
1982年、内戦中のレバノンにイスラエルが侵攻し、PLOはレバノンから追放される。PLOはチュニジアに拠点を移した。
1980年代後半、PLOは和平路線へ転換。
1988年11月15日、実効支配する領土を持たないままパレスチナ解放機構（PLO）のPNCはパレスチナ国（SoP）の独立(建国)を宣言した。PNCは、PLOのECが暫定政府を設立するまで、SoPの政府の権限と責任をPLOに与えた。
1988年12月15日、国連総会は、国連総会決議43/177(A/RES/43/177)を採択し、PNCのState of Palestine(SoP)の建国宣言を承認(acknowledge)し、国連総会ではPLOをパレスチナ(Palestine)と呼称することを決めた。アラファトは、テロの放棄を宣言。
1989年4月、PLOのPCCはアラファトをSoPの初代大統領に選出した。
1991年、PLO基本法が制定された。
1993年9月9日、イスラエルとPLOの相互承認の書簡が交換される。PLOはイスラエル国の生存権を認め、矛盾しないようパレスチナ民族規約の一部の無効化を宣言した。イスラエル政府は、PLOを「パレスチナ人民の代表」として認めた。
1993年9月13日、オスロI合意(原則宣言、DOP)。
1994年4月29日、パリ議定書。
1994年5月4日、オスロI合意(原則宣言)を踏まえて、イスラエルとPLOとの間でガザ・ジェリコ合意(カイロ協定)が調印された。恒久的解決までの5年間の暫定自治期間が始まった。自治政府（PA）と立法評議会が設立され、アラファトは自治政府大統領に就任した。カイロ協定の3週間以内にガザ地区の大部分とジェリコ市とその周辺からイスラエル軍の撤退が行われ、これまで亡命していたアラファトはパレスチナ自治政府大統領として1994年7月1日にガザに到着した。
1994年10月、イスラエルとヨルダンが平和条約を結ぶ。
1995年9月28日、オスロII合意。イスラエルは、ガザ・ジェリコ合意に追加してヨルダン川西岸地区の2割から4割程度の地域の権限の一部を、段階的にパレスチナ自治政府へ移譲した。
1995年12月7日、パレスチナ選挙法が制定された。自治政府の大統領も立法評議会議員も任期は暫定期間の間で、立法評議会議員は完全連記制で選ぶ。
1996年1月、第1回総選挙(第1回パレスチナ自治政府大統領選挙と第1回パレスチナ立法評議会PLC議員選挙)が行われた。アラファトとファタハが勝利した。ハマスはボイコットし、不参加。アラファトが自治政府の大統領になったことにより、国家（SoP）と自治政府（PA）の大統領職が事実上統一された。しかし、PLOあるいはSoPとPAは完全に一体なわけではない。
1997年1月、ヘブロン合意。
1998年10月、ワイ川合意。
2002年5月、パレスチナ基本法が制定される。
2002年6月、アメリカの大統領ジョージ・W・ブッシュは、パレスチナには新しい指導者が必要だと演説した。
2003年3月、パレスチナ基本法が改正され、それまで大統領制だったパレスチナ自治政府は、首相とその内閣を置き、半大統領制に移行した。アラファトはアッバスを初代首相に指名した。4月29日、PLCはアッバスの内閣を承認した。
2003年4月30日、中東カルテットが提案したイスラエルとパレスチナの和平ロードマップの最終案が公表される。パレスチナ自治政府には、首相とその内閣を作ること、(ハマスやイスラム聖戦によるイスラエルへの)テロを抑止する部署を再編することを求めている。2003年6月までに、ロードマップをイスラエル・パレスチナ双方が受け入れた。しかし、ロードマップのほとんどは履行されていない。
2003年9月6日、アッバスが首相を辞任した。
2004年11月、アラファトが病気で死亡した。75歳。アッバスがPLOの執行委員会(EC)議長になる。
2005年1月、第2回パレスチナ自治政府大統領選挙が行われ、アッバスが当選した。ハマスはボイコットし、不参加。
2005年3月19日、ファタハとハマスとパレスチナイスラム聖戦(PIJ)などのパレスチナの政治勢力が署名し、パレスチナ「カイロ宣言」を出した。PLOを「パレスチナ人民の唯一の正統な代表」として確認し、すべての政治勢力を包摂する組織にすること、パレスチナの政治勢力の間で武器を使用しないことなどが書かれている。
2005年5月、PLOのPCCは、パレスチナ国家の大統領代理になるようアッバスに要請した。
2005年6月に総選挙法が改正され、自治政府の大統領と立法評議会議員の任期は4年と決められた。
2005年9月、イスラエルはガザから一方的に撤退した。ガザにはイスラエルの入植地はなくなった。ただし、イスラエルはガザ地区を封鎖している。
2006年1月、第2回立法評議会議員選挙が行われた。ハマスも「変革と改革」として参加し、単独過半数を獲得した。ハマスはPLOに参加しておらず、オスロ合意など過去のPLOとイスラエルなどとの合意を明確には受け入れていない。2006年3月、ハマスのハニヤが首相になる。イスラエル、アメリカ、EUはこのパレスチナ自治政府への経済制裁を開始(協力を停止)した。ファタハとハマスの交渉は決裂し、この頃からファタハとハマスの対立は戦闘に発展した。
2006年6月、ファタハとハマスは改訂版パレスチナ囚人文書(国民融和文書)を承認した。イスラム聖戦(PIJ)は合意に参加しなかった。
2007年6月、ガザでのファタハとハマスの戦闘の結果、ハマスが武力でファタハのパレスチナ自治政府をガザ地区から追い出した。パレスチナ自治政府のアッバス大統領はハニヤを首相から解任し、パレスチナ自治政府からハマスを排除し、ファタハでもハマスでもないファイヤードを新しい首相に任命した。アメリカとEUは「パレスチナ基本法に則っている」としてアッバスを支持し、停止していたパレスチナ自治政府への支援を再開(経済制裁を解除)した。立法評議会PLCは機能しなくなった。ハマスのハニヤは、この解任は無効だと主張しガザで首相を続けた。ファタハのパレスチナ自治政府によるガザの統治は終わり、ハマスのガザ政府によるガザの統治が始まる。以降、ファタハとハマスの大きな戦闘は収まった。
2007年9月、PA大統領令で総選挙法が改正された。パレスチナ立法評議会(PLC)議員はPLOの基本法に従うよう定められた。
2008年11月、PLOのPCCは、アッバスを正式にSoPの大統領に選んだ。
パレスチナ自治政府大統領としてのアッバスの任期は2009年1月までだったが、PAの基本法を根拠にアッバスは任期を1年延長した。2009年12月、PLOの中央評議会PCCは、大統領の任期を無期限に延長した。ハマスは、2009年1月から、ファタハと和解した時期を除いて、アッバスを大統領として認めていない。ファタハとハマスの対立のため、次回の選挙の日程は決まっていない。
2011年5月、ファタハとハマスが和解で合意し、署名した。暫定政府を樹立し、1年以内にPAの評議会PLC議員選挙と大統領選挙を行うこと、PLOの民族評議会PNCの選挙を行うこと、ハマスがPLOに加盟することで合意した。この合意は履行されていない。
2011年9月、PA大統領アッバスはパレスチナ(Palestine)が独立国の地位にあることを承認するよう求める書類を国連に提出した。国連加盟には安保理での常任理事国を含む9理事国の賛成投票と、常任理事国が拒否権を行使しないことが必要だが8理事国しか賛成の見通しが立たず、米国が拒否権を行使すると予告したため、安保理での採決が行われることはなかった。
2012年11月29日、国連総会は国連総会決議67/19(A/RES/67/19)を採択した。PLOのパレスチナ民族評議会PNCがSoPの臨時政府の権限と責任をPLOのECに委任している状況などを考慮し、パレスチナ(Palestine)に国連総会でのオブザーバー国家の地位を与えることを決定した。
2013年1月、アッバスはパレスチナ自治政府の名称をState of Palestine(パレスチナ国家、SoP)に変更した。名目上、パレスチナ自治政府(PA)の大統領はパレスチナ国家(SoP)の大統領になり、パレスチナ自治政府(PA)の首相はパレスチナ国家(SoP)の首相になった。
2014年4月23日、ファタハとハマスは選挙のために形式的に暫定統一内閣を作り6ヶ月以内に国政選挙を行うことで合意した。2014年6月2日、暫定統一内閣(第3次ハムダッラー内閣)が発足。その後も実質的にガザ地区はハマスが統治し、合意は履行されなかった。
2015年4月1日、SoPは国際刑事裁判所(ICC)に加盟した。
ハマスは、パレスチナ人民の代表を自称している。イスラエルやアメリカなどは、ハマスをテロ組織として指定している。

## 大統領の一覧
| 代                   | 大統領                            | 大統領                                                     | 所属政党 | 期                      | 在任期間                         | 在任期間         | 備考                                                | 首相 | 首相                                                  |
| -------------------- | --------------------------------- | ---------------------------------------------------------- | -------- | ----------------------- | -------------------------------- | ---------------- | --------------------------------------------------- | ---- | ----------------------------------------------------- |
| 001                  | ヤーセル・アラファート ياسر عرفات |                                                            | ファタハ | －                      | 1989年4月2日 - 1994年7月5日      | 5年 + 94日       | パレスチナ国大統領                                  |      | （不在）                                              |
| 001                  | ヤーセル・アラファート ياسر عرفات | －                                                         | ファタハ | 1994年7月5日 - 1996年   | 10年 + 129日 （計 15年 + 223日） | 自治政府大統領   |                                                     |      | （不在）                                              |
| 001                  | ヤーセル・アラファート ياسر عرفات | 1                                                          | ファタハ | 1996年 - 2004年11月11日 | 10年 + 129日 （計 15年 + 223日） | 任期満了前に死去 |                                                     |      | （不在）                                              |
| 001                  | ヤーセル・アラファート ياسر عرفات | 1                                                          | ファタハ | 1996年 - 2004年11月11日 | 10年 + 129日 （計 15年 + 223日） | 任期満了前に死去 | マフムード・アッバース 2003年5月19日 - 2003年9月6日 |      |                                                       |
| 001                  | ヤーセル・アラファート ياسر عرفات | 1                                                          | ファタハ | 1996年 - 2004年11月11日 | 10年 + 129日 （計 15年 + 223日） | 任期満了前に死去 | アフマド・クレイ 2003年10月7日 - 2004年11月11日     |      |                                                       |
| 0－                  | ラウヒ・ファットゥー روحي فتوح    | 1                                                          |          | ファタハ                | 2004年11月11日 - 2005年1月15日   | 65日             | 大統領代行 （立法評議会議長）                       |      | アフマド・クレイ 2004年11月11日 - 2005年5月8日        |
| 002                  | マフムード・アッバース محمود عباس |                                                            | ファタハ | 2                       | 2005年5月8日 - （現職）          | 20年 + 34日      |                                                     |      | アフマド・クレイ 2005年5月8日 - 2005年12月18日        |
| 002                  | マフムード・アッバース محمود عباس | ナビール・シャアス（代行） 2005年12月18日 - 2005年12月24日 | ファタハ | 2                       | 2005年5月8日 - （現職）          | 20年 + 34日      |                                                     |      |                                                       |
| 002                  | マフムード・アッバース محمود عباس | アフマド・クレイ 2005年12月24日 - 2006年3月29日            | ファタハ | 2                       | 2005年5月8日 - （現職）          | 20年 + 34日      |                                                     |      |                                                       |
| 002                  | マフムード・アッバース محمود عباس | イスマーイール・ハニーヤ 2006年3月29日 - 2007年6月15日     | ファタハ | 2                       | 2005年5月8日 - （現職）          | 20年 + 34日      |                                                     |      |                                                       |
| 002                  | マフムード・アッバース محمود عباس | サラーム・ファイヤード 2007年6月15日 - 2008年11月23日      | ファタハ | 2                       | 2005年5月8日 - （現職）          | 20年 + 34日      |                                                     |      |                                                       |
| 002                  | マフムード・アッバース محمود عباس | サラーム・ファイヤード 2008年11月23日 - 2013年6月6日       | ファタハ | 2                       | 2005年5月8日 - （現職）          | 20年 + 34日      |                                                     |      |                                                       |
| 002                  | マフムード・アッバース محمود عباس | ラーミー・ハムダッラー 2013年6月6日 - 2019年4月14日        | ファタハ | 2                       | 2005年5月8日 - （現職）          | 20年 + 34日      |                                                     |      |                                                       |
| 002                  | マフムード・アッバース محمود عباس | ムハンマド・シュタイエ 2019年4月14日 - （現職）            | ファタハ | 2                       | 2005年5月8日 - （現職）          | 20年 + 34日      |                                                     |      |                                                       |
| ガザ政府 (2009-2014) |                                   |                                                            |          |                         |                                  |                  |                                                     |      |                                                       |
| 代                   | 大統領                            | 大統領                                                     | 所属政党 | 期                      | 在任期間                         | 在任期間         | 備考                                                | 首相 | 首相                                                  |
| 0－                  | アジズ・ドウェイク عزيز دويك      |                                                            | ハマース | －                      | 2009年1月15日 - 2014年6月2日     | 5年 + 138日      | 大統領代行 （立法評議会議長）                       |      | イスマーイール・ハニーヤ 2009年1月15日 - 2014年6月2日 |